# Simone Marye
Simone Marye (* 8. März 1890 in Paris als Simone Outin; † 4. Juli 1961 in Neuilly-sur-Marne) war eine französische Künstlerin, die in den 1920er und 1930er Jahren für ihre Skulpturen und von 1958 bis 1961 für ihre Zeichnungen der Art Brut bekannt wurde.

## Leben
Simone Outin wurde am 8. März 1890 in Paris in eine wohlhabende, kultivierte Arztfamilie geboren. Bis zum Tod des Vaters lebte sie mit ihrer Familie während ihrer Kindheit in Südamerika, ihre Mutter war spanischer Abstammung. Danach kehrten sie nach Frankreich zurück. Im Alter von 13 Jahren begann sie zu arbeiten, zunächst versuchte sie in einem Modehaus eine Anstellung zu bekommen, danach unterrichtete sie Französisch an einer Schule in England. Auch arbeitete sie als Tanzlehrerin.
Als der Erste Weltkrieg ausbrach, ging sie zum Roten Kreuz und kochte für Soldaten, Flüchtlinge und Arme. Nach dem Krieg arbeitete sie im Antiquitätengeschäft und wurde als Bildhauerin kreativ. Angeleitet wurde sie vom Bildhauer Marcel-André Bouraine, der sie in die Schnitzerei einführte. Im Hof ihres Antiquitätengeschäfts betrieb sie ein Atelier und hielt zahlreiche Tiere. Inspiriert von diesen produzierte sie dort ihre Skulpturen von Hähnen, Hühnern, Zicklein, Ziegen, Kaninchen, Fischen sowie einige afrikanische und fernöstliche Köpfe.
Ihre Bronzearbeiten wurden in zahlreichen Ausstellungen sowohl in Frankreich als auch im Ausland präsentiert, beispielsweise 1929 in der Galerie Flechtheim in Berlin und 1933 in der Galerie der Zeitschrift „Art et Décoration“ in Paris. Bei Sammlern und namhaften Persönlichkeiten wie Saint-John Perse, Frank Jay Gould oder Gertrude Vanderbilt Whitney waren ihre Werke begehrt, Vanderbilt Whitney erwarb mehrere Werke, die sie zwei Jahre nach der Gründung dem Whitney Museum of American Art übergab. Als sie ab 1933 nur wenig Erfolg hatte, zog sie nach Kairo. Dort wollte sie neu starten. Vor dem Beginn des Zweiten Weltkriegs kehrte sie nach Frankreich zurück. Dort arbeitete sie erneut als Unterstützungskraft. Nach dem Krieg geriet sie in Armut und lebte jämmerlich als Landstreicherin. Schließlich wurde sie mit 67 Jahren in eine psychiatrische Klinik eingeliefert.
Simone Marye starb am 4. Juli 1961 in Neuilly-sur-Marne.

## Werk
Nach ihrer ersten Schaffensphase in den 1920er Jahren, in der sie Bronzearbeiten anfertigte, die hauptsächlich Tiere als Motiv hatten, war sie nach der Aufnahme in eine psychiatrische Klinik erneut künstlerisch tätig. Marye fertigte naive Zeichnungen an, in denen menschliche und tierische Figuren in symbolträchtigen Formen um die Vorherrschaft ringen. Sie nahm den buddhistischen Glauben an, betete mit Inbrunst und brachte ihre neuen religiösen Vorstellungen in ihren Zeichnungen zum Ausdruck. Sie zeichnete Figuren mit beeindruckenden Heiligenscheinen, mit ausgestreckten Armen oder zusammengehaltenen Händen, umgeben von üppiger Vegetation und mystischen Kreaturen. Diesen Zeichnungen fügte sie die Worte „Il ou elle prie Dieu“ (Er oder sie betet zu Gott) hinzu, um die beträchtliche Bedeutung des Gebets zu unterstreichen.
Ihre Arbeiten finden sich in der Collection de l’Art Brut, Lausanne.